# Ted Bundy: Falling for a Killer
Ted Bundy: Falling for a Killer är en amerikansk miniserie från 2020 om seriemördaren Ted Bundy. Bundys flickvän Elizabeth Kendall och hennes dotter Molly berättar om Ted Bundy och dennes mord. Regissören Trish Wood vill särskilt lyfta fram kvinnorna, både de som mördades och de som överlevde.